# Évriguet
Évriguet (Evriged trong tiếng Bretagne) là một xã ở tỉnh Morbihan trong vùng Bretagne tây bắc Pháp. Xã này có diện tích 4,98 km², dân số năm 1999 là 187 người. Khu vực này có độ cao từ 67-112 mét trên mực nước biển.
Cư dân của Évriguet danh xưng trong tiếng Pháp là Évriguetois.